# Finding Paradise
Finding Paradise è un videogioco d'avventura, creato e sviluppato dal programmatore indie canadese Kan "Reives" Gao e il suo team di sviluppo, Freebird Games. È il sesto titolo prodotto dal team ed è il sequel ufficiale di To the Moon. Come il suo predecessore, Finding Paradise, è stato sviluppato tramite motore RPG Maker XP per piattaforme Microsoft Windows, macOS, iPadOS, iOS e Linux. Dopo varie informazioni ed annunci sul gioco provenienti dallo stesso autore, esso alla fine è stato pubblicato per la prima volta il 14 dicembre 2017. Inoltre il gioco, originariamente in inglese, è stato tradotto ufficialmente anche in italiano, catalano, ceco, cinese, tedesco, spagnolo, coreano, polacco, russo, portoghese, ucraino, vietnamita.
Essendo il seguito di To the Moon, tornano come protagonisti anche in Finding Paradise i due dottori Eva Rosalene e Neil Watts, appartenenti all'azienda Sigmund Agency of Life Generation, che verranno incaricati di occuparsi di un nuovo paziente moribondo: Colin Reeds. Come nel titolo precedente, il compito del giocatore sarà quello di guidare i due dottori a ritroso tra le memorie della vita dell'anziano per riuscire a realizzare il suo ultimo desiderio, impiantando ricordi artificiali, prima che quest'ultimo muoia. Colin Reeds è, inoltre, un altro personaggio ricorrente, in quanto è il protagonista di A Bird Story, gioco introdotto come collegamento tra i due titoli principali. 

## Trama
Dopo essere arrivati alla casa del paziente Colin, Eva e Neil vengono accolti e condotti al capezzale di quest'ultimo dalla moglie Sofia e il figlio Asher. Quando questi vengono interrogati sull'ultimo desiderio di Colin da realizzare, i due, visibilmente freddi e distaccati nei confronti dei dottori, in risposta affermano che l'uomo non si era mai espresso in merito. Così Neil ed Eva decidono di attivare il loro macchinario e accedere alla memoria più recente prima che Colin si ammalasse, per chiedere direttamente a quest'ultimo quale fosse il suo desiderio; in risposta, tuttavia, l'anziano si esprime in maniera vaga e affermando di non avere nulla di rilevante da cambiare della sua vita, invitando anzi i dottori ad apportare quante meno modifiche possibili. 
Nel cominciare a procedere a ritroso tra le memorie più recenti di Colin, Eva e Neil scoprono che la moglie Sofia non aveva mai approvato la scelta del marito di affidarsi alla Sigmund Agency, e in una discussione tra i due, le aveva spiegato di non essere infelice della loro vita passata insieme, ma di avere comunque piccoli rimpianti che vuole cancellare. Successivamente, viaggiando tra le memorie del paziente, i due dottori si ritrovano improvvisamente in una memoria dei suoi primi anni di vita, e da lì i successivi memento continueranno a far fare loro balzi avanti e indietro la linea temporale della vita di Colin. Ben presto, dunque, Eva e Neil realizzano che il flusso delle memorie del paziente procede come un'orbita decadente per cui i due avrebbero continuato da una parte a procedere a ritroso dalle memorie più recenti e da anziano fino a quelle più vecchie, e dall'altra ad avanzare dalle memorie giovanili fino a quelle da adulto, fino a convergere in un certo punto ove si trovava l'evento scatenante di questo inusuale fenomeno.
Così, dunque, da una parte Neil ed Eva assistono ai fugaci ricordi della serena vita coniugale di Colin e Sofia, e la nascita e la crescita del figlio Asher. Durante la loro vita l'anziano era stato pilota di aerei di linea, mentre la moglie era pianista di un'orchestra, con la quale quello varie volte aveva suonato in coppia suonando il suo violoncello. Dall'altra, nel procedere dalle memorie meno recenti, i due dottori scoprono che Colin era cresciuto perlopiù solo sia in casa, con i genitori sempre via per lavoro e che comunicavano con lui quasi esclusivamente tramite post-it, sia a scuola dove non aveva nessun amico ed era stato costretto ad imparare a suonare il violoncello, pur trovando inizialmente molte difficoltà. In compenso aveva stretto amicizia con Faye, una ragazza che vedeva dal balcone di fronte al suo, e con la quale nel corso degli anni aveva stretto un rapporto speciale, diventando inseparabili e passando il tempo quasi esclusivamente con lei. È, inoltre, Faye a convincere Colin a continuare ad esercitarsi ed imparare a suonare il violoncello e, soprattutto, a diventare un pilota di aerei, accompagnandolo nelle sue prime esercitazioni di volo. 
Qualche tempo dopo, durante l'ultima memoria prima di raggiungere il punto di svolta, i dottori scoprono che Colin dopo un po' aveva conosciuto Sofia, durante una sessione di prove di orchestra, e dopo averla cominciata a frequentare, aveva via via preso le distanze da Faye. Poiché Eva e Neil non riescono a trovare l'ultimo link mnemonico per completare tutta la linea temporale di memorie della vita di Colin, pensando che la causa principale dei rimpianti di quest'ultimo fosse l'aver preferito Sofia a Faye, decidono di cancellare quest'ultima dalla mente dell'uomo. 
Dopo, però, che Neil abbandona momentaneamente il macchinario per incontrarsi con altri due membri della Sigmund Agency, giunti lì per discutere di alcune modifiche che il dottore aveva apportato al macchinario, quando successivamente ritorna nella mente di Colin, scopre che Eva, mentre cercava il link mnemonico, è scomparsa. Oltre a ciò, Neil realizza che Faye non è mai esistita, ma era un amico immaginario che l'uomo aveva creato per contrastare il senso di solitudine e incapacità di costruire relazioni sociali dei suoi anni giovanili, e aveva inventato tutte le loro conversazioni e i loro incontri all'interno di un quaderno che quello aveva avuto sempre con sé. Nel frattempo la donna, diventata senziente e sentendo che i due dottori volevano liberarsi di lei, riesce a prendere il controllo del macchinario e dapprima aveva spaventato e scacciato Eva, per poi tentare di fare altrettanto con il collega Neil, affermando di voler proteggere e fare il bene di Colin . L'uomo, inizialmente, non riesce a contrastare il potere ed il controllo di Faye su quel mondo, e quest'ultima inizia a bloccargli anche l'accesso alle varie memorie. Alla fine, comunque, grazie al contributo esterno di Eva, che somministra a Colin una serie di sedativi per stabilizzare le sue attività cerebrali, Faye viene sconfitta e perde il proprio controllo del mondo delle memorie, ed è costretta a cedere loro l'ultimo link mnemonico. 
Così, nell'ultima memoria, Neil ed Eva assistono all'ultimo "incontro" tra Colin e Faye. Dopo, infatti, essersi radunati sulla cima di una collina, la ragazza lo incoraggia a lasciarla andare e andare avanti con la propria vita senza di lei, non temendo di rimanere solo, ed apprezzando tutte le cose belle e reali che lo circondano. Dopo essersi dato l'addio con un abbraccio, rivelando, inoltre, che Faye è la rappresentazione dell'uccello che Colin aveva salvato e che aveva accudito da bambino (durante A Bird Story), quella scompare e da quel momento in poi l'uomo smise di scrivere di lei sul suo quaderno. Sullo stesso, infatti, nel corso dei successivi anni Colin aveva sostituito le pagine, e aveva scritto con dell'inchiostro invisibile tutti i momenti felici trascorsi con Sofia, così come i due sposi si erano ripromessi durante la loro luna di miele a Bora Bora. 
In seguito, dopo che le condizioni di salute di Colin si aggravano drasticamente ed è sul punto di morire, i due dottori si affrettano ad agire per cercare di riuscire a far qualcosa per modificare le memorie prima che sia troppo tardi. Alla fine, però, Neil decide di non cancellare Faye, convincendo anzi Eva a dare a quest'ultima il pieno controllo delle memorie dell'anziano, affermando che la loro presenza è quella non necessaria, dato che il loro ruolo di costruire un mondo alternativo e colmare i vuoti della sua vita, è ciò che la ragazza aveva fatto per tutti gli anni che era stata al fianco dell'uomo. Negli ultimi attimi di vita di Colin, Faye modifica le sue memorie in modo che egli non avrebbe mai desiderato di affidarsi alla Sigmund Agency e avrebbe vissuto i suoi ultimi anni felicemente con la moglie. Infine permette a Colin di realizzare la promessa fatta anni prima con lei di rivedersi un'ultima volta per raccontarle della vita vissuta dopo essersi separati. Prima di dirsi definitivamente addio, quando Faye gli chiede se ha ancora rimpianti, l'anziano risponde di averne tanti, ma di averli accettati perché lo hanno reso e gli hanno dato tutto ciò che aveva avuto nella sua serena vita. Dopo averla ringraziata per esserci stata per lui, quando quella sparisce, Colin dà un ultimo bacio alla moglie distesa sul letto, mentre viceversa quella fa altrettanto al vero lui, ed esala infine il suo ultimo respiro. 

### Epilogo
Successivamente, poco prima dei funerali di Colin, Eva, non vedendo arrivare Neil, lo chiama per chiedergli dove sia, con quello che le risponde che non avrebbe partecipato, preferendo restare a casa. In realtà si scopre che quello, all'interno del suo ufficio, sta lavorando a un progetto segreto con altri due colleghi della Sigmund Corporation.

## Modalità di gioco
Il gioco mantiene le stesse meccaniche di To the Moon. Il giocatore guiderà i dottori Eva Rosalene e Neil Watts nell'esplorazione dei luoghi in cui si svolgono le vicende di gioco (perlopiù le memorie dei posti visitati da Colin) alla ricerca di oggetti che fungano da "link mnemonici" per sbloccare un altro oggetto, con la funzione di "memento", che permette di passare ad un'altra memoria. Come nel titolo precedente, le azioni permesse al giocatore sono molto limitate, ed oltre che muoversi per le ampie mappe, vi è la possibilità di affrontare minigiochi o compiere altre piccole azioni che, però, non avranno quasi mai alcuna reale influenza sul procedere degli eventi della trama.

## Sviluppo
Nel corso dei 6 anni che separano Finding Paradise dal suo predecessore To the Moon, oltre che A Bird Story, Kan Gao ed il suo team hanno pubblicato varie immagini teaser e video trailer per presentare il gioco e annunciare la sua uscita.
L'iniziale data di uscita di Finding Paradise era prevista per l'estate 2017. Successivamente, però, lo stesso Kan Gao, tramite un'e-mail, ha annunciato il ritardo, dovuto ad alcuni problemi personali e al fatto che, come da lui affermato, l'iniziale idea di gioco si rifaceva maggiormente a quella di To the Moon, per poi essere modificata e sviluppata in maniera anche più minuziosa.

## Sequel
Nel corso del 2019 l'autore Kan Gao annuncia tramite una serie di trailer l'arrivo di un terzo ed ultimo titolo principale della saga di To the Moon. Tra ulteriori trailer, e ritardi nell'uscita di gioco, il 30 settembre 2021 arriva su Steam Impostor Factory, in cui però i protagonisti non sono più Neil ed Eva, ma ci sono nuovi personaggi principali che si muovono all'interno di una storia apparentemente distaccata dai titoli precedenti. 

## Accoglienza
| Testata        | Giudizio |
| -------------- | -------- |
| Everyeye.it    | 8.8/10   |
| Eurogamer      | 6/10     |
| Gamereactor    | 6/10     |
| SpazioGames.it | 8.5/10   |
| IGN            | 9.1/10   |
| Multiplayer.it | 9.2/10   |
| GameSource     | 8.2/10   |
| PC-Gaming.it   | 8/10     |

Finding Paradise ha ottenuto critiche e voti abbastanza positivi. Le recensioni non risparmiano complimenti ed elogi al lavoro compiuto da Kan Gao e tutto il team della Freebird sul piano della trama, della caratterizzazione dei personaggi, sulla resa degli ambienti di gioco nonostante gli evidenti limiti del motore grafico e, soprattutto, delle musiche composte dallo stesso Gao, che fungeranno da superba cornice e perfetto accompagnamento alle vicende emozionanti di gioco. Come affermato da Multiplayer.it, il gioco è un degno successore di To the Moon riuscendo, così come quest'ultimo, non solo a coinvolgere ed emozionare fortemente i giocatori con la storia di gioco e le vicende che si susseguiranno, ma anche a saper spezzare la tensione con esilaranti e ben studiati siparietti, soprattutto tra i due dottori Neil ed Eva, pieni di citazioni alla cultura pop e del mondo dei videogiochi. Addirittura, secondo il sito IGN, la storia e le tematiche celate in essa sono più mature e audaci di To the Moon e richiedono una maggiore empatia per apprezzarle definitivamente e lasciarsi coinvolgere. Altro aspetto sottolineato ed elogiato, in particolare da SpazioGames.it, è stato l'approfondimento dei personaggi dei due dottori con una maggiore esplorazione delle loro personalità e l'etica delle loro azioni, ed anche quella in generale della stessa Sigmund Agency. 
Non sono, comunque, mancate critiche e giudizi anche negativi e abbastanza severi, a parte per la limitatezza delle azioni del giocatore e per la poca e basilare interattività degli ambienti dove ci si muove, anche per il procedere del filone narrativo che, come affermato su Eurogamer, risulta troppo confusionario e lento, e non riesce a rendere al meglio le tematiche, risultando troppo piatto e lungo e, secondo Gamereactor, non all'altezza di To the Moon.